# Tomas Holmström
Tomas Holmström (Piteå, 23 gennaio 1973) è un ex hockeista su ghiaccio svedese.
Ricopre il ruolo di ala, sia destra che sinistra.
Nel suo palmarès può vantare ben quattro Stanley Cup (1997, 1998, 2002, 2008), vinte tutte con Detroit, l'oro olimpico a Torino 2006 e una vittoria nel campionato maggiore svedese nel 1996.

## Carriera
Tomas ha una prima occasione di essere notato da uno scout NHL nel 1993: Håkan Andersson, talent scout dei Red Wings, è presente ad un campus in Svezia. Le prestazioni di Holmström non sono esaltanti e non nasce alcun sviluppo contrattuale. La giovane ala svedese ha comunque occasione di rifarsi l'anno dopo, sempre sotto gli occhi di Andersson. In questa circostanza l'allenatore di Tomas, Niklas Wikegård, riferì ad Andersson che Tomas era il proprio miglior giocatore.
Nel '94 viene scelto al draft da Detroit come 257° scelta assoluta. L'esordio nella massima lega america avviene due anni dopo nel 1996; da allora ha sempre giocato per i Red Wings, eccetto la stagione del lockout, 2004-05, durante la quale è tornato in patria a giocare per la propria squadra d'origine, il Luleå HF.
Nel 2006 è stato inserito nella Piteå Wall of Fame.
Solitamente Tomas gioca di fronte alla porta avversaria, per disturbare il portiere e i difensori in modo da propiziare gol per la propria squadra. In questa zona del campo i contatti con gli avversari sono molto frequenti e altrettanto duri e per questo motivo egli indossa più protezioni rispetto alla media comune.
È soprannominato dai tifosi americani Homer; in Svezia si era invece guadagnato il nomignolo di Demolition man. È anche chiamato Holma.
Il 7 aprile del 2007 ha segnato il suo 30º gol in stagione contro Chicago: è il suo record personale.
Al termine della regular season 2008-2009, dopo aver giocato soltanto 53 partite, Holmstrom totalizza 37 punti (14 goal e 23 assist).

## Statistiche

### Club
| Stagione   | Squadra              | Stagione regolare | Stagione regolare | Stagione regolare | Stagione regolare | Stagione regolare | Stagione regolare | Playoff | Playoff | Playoff | Playoff | Playoff |
| Stagione   | Squadra              | Lega              | P                 | G                 | A                 | Pt                | PIM               | P       | G       | A       | Pt      | PIM     |
| ---------- | -------------------- | ----------------- | ----------------- | ----------------- | ----------------- | ----------------- | ----------------- | ------- | ------- | ------- | ------- | ------- |
| 1994–95    | Luleå HF             | SEL               | 40                | 14                | 14                | 28                | 56                | 8       | 1       | 2       | 3       | 20      |
| 1995–96    | Luleå HF             | SEL               | 34                | 12                | 11                | 23                | 78                | 11      | 6       | 2       | 8       | 22      |
| 1996–97    | Adirondack Red Wings | AHL               | 6                 | 3                 | 1                 | 4                 | 7                 | -       | -       | -       | -       | -       |
| 1996–97    | Detroit Red Wings    | NHL               | 47                | 6                 | 3                 | 9                 | 33                | 1       | 0       | 0       | 0       | 0       |
| 1997–98    | Detroit Red Wings    | NHL               | 57                | 5                 | 17                | 22                | 44                | 22      | 7       | 12      | 19      | 16      |
| 1998–99    | Detroit Red Wings    | NHL               | 82                | 13                | 21                | 34                | 69                | 10      | 4       | 3       | 7       | 4       |
| 1999–00    | Detroit Red Wings    | NHL               | 72                | 13                | 22                | 35                | 43                | 9       | 3       | 1       | 4       | 16      |
| 2000–01    | Detroit Red Wings    | NHL               | 73                | 16                | 24                | 40                | 40                | 6       | 1       | 3       | 4       | 8       |
| 2001–02    | Detroit Red Wings    | NHL               | 69                | 8                 | 18                | 26                | 58                | 23      | 8       | 3       | 11      | 8       |
| 2002–03    | Detroit Red Wings    | NHL               | 74                | 20                | 20                | 40                | 62                | 4       | 1       | 1       | 2       | 4       |
| 2003–04    | Detroit Red Wings    | NHL               | 67                | 15                | 15                | 30                | 38                | 12      | 2       | 2       | 4       | 10      |
| 2004–05    | Luleå HF             | SEL               | 47                | 14                | 16                | 30                | 50                | 4       | 0       | 0       | 0       | 18      |
| 2005–06    | Detroit Red Wings    | NHL               | 81                | 29                | 30                | 59                | 66                | 6       | 1       | 2       | 3       | 12      |
| 2006–07    | Detroit Red Wings    | NHL               | 77                | 30                | 22                | 52                | 59                | 15      | 5       | 3       | 8       | 14      |
| 2007–08    | Detroit Red Wings    | NHL               | 59                | 20                | 20                | 40                | 58                | 21      | 4       | 8       | 12      | 26      |
| 2008–09    | Detroit Red Wings    | NHL               | 53                | 14                | 23                | 37                | 38                | 23      | 2       | 5       | 7       | 22      |
| 2009–10    | Detroit Red Wings    | NHL               | 68                | 25                | 20                | 45                | 60                | 12      | 4       | 3       | 7       | 12      |
| 2010–11    | Detroit Red Wings    | NHL               | 73                | 18                | 19                | 37                | 62                | 11      | 3       | 4       | 7       | 8       |
| 2011–12    | Detroit Red Wings    | NHL               | 74                | 11                | 13                | 24                | 40                | 5       | 1       | 1       | 2       | 2       |
| Totale SEL | Totale SEL           | Totale SEL        | 121               | 40                | 41                | 81                | 184               | 23      | 7       | 4       | 11      | 60      |
| Totale NHL | Totale NHL           | Totale NHL        | 1027              | 243               | 287               | 530               | 763               | 180     | 46      | 51      | 97      | 154     |

### Nazionale
| Stagione | Livello | Risultati    | Risultati | Risultati | Risultati | Risultati | Risultati |
| Stagione | Livello | Competizione | P         | G         | A         | Pt        | PIM       |
| -------- | ------- | ------------ | --------- | --------- | --------- | --------- | --------- |
| 1996     | Svezia  | WC           | 6         | 1         | 0         | 1         | 12        |
| 2002     | Svezia  | Oli          | 4         | 1         | 0         | 1         | 2         |
| 2004     | Svezia  | WCup         | 4         | 3         | 2         | 5         | 8         |
| 2006     | Svezia  | Oli          | 8         | 1         | 3         | 4         | 10        |
| Totale   | Totale  | Totale       | 22        | 6         | 5         | 11        | 32        |

## Palmarès

### Club
- Stanley Cup: 4

 Detroit Red Wings: 1997, 1998, 2002, 2008
- Campionato svedese: 1

 Luleå: 1995-1996

### Nazionale
- Giochi olimpici: 1

 Svezia: Torino 2006

### Individuale
- Elitserien All-Star Team: 1

1995-1996